# 이사로그땃쥐쥐
이사로그땃쥐쥐(Rhynchomys isarogensis)는 쥐과에 속하는 설치류의 일종이다. 2007년에 처음 기술되었다. 필리핀에서만 발견된다.